# Kunstbezirk Dashanzi

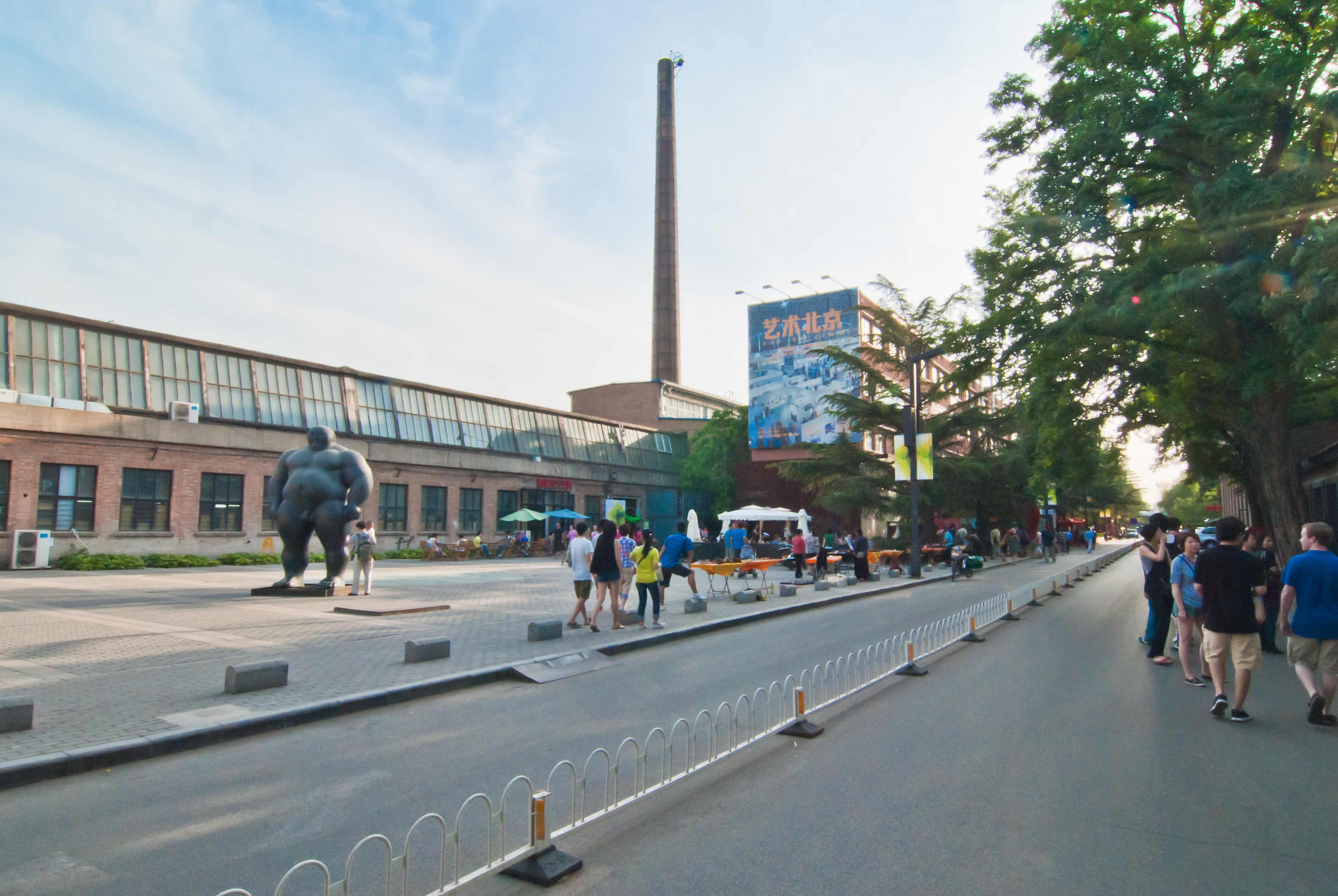
Kunstbezirk Dashanzi

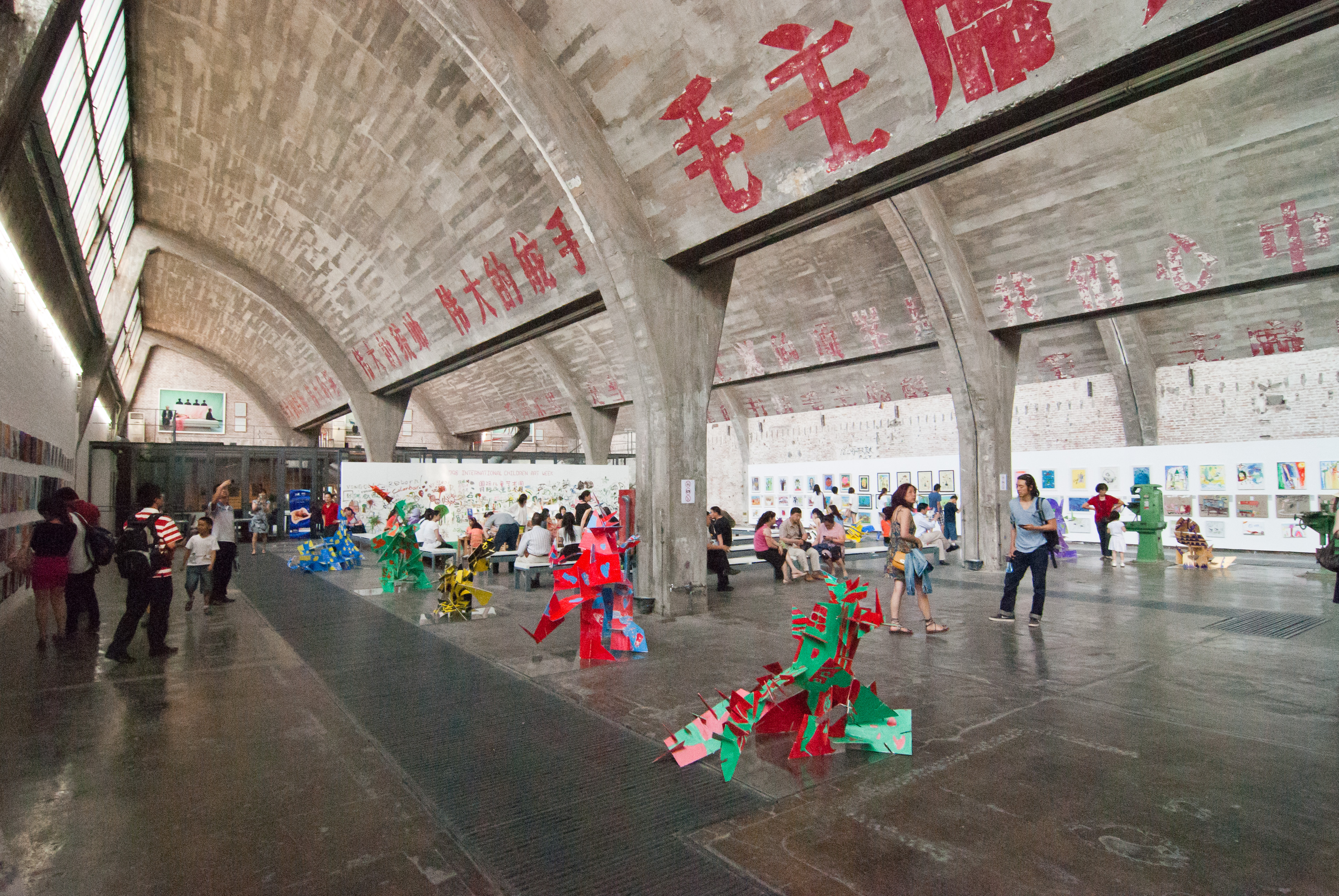
Galerie »798 Space«

Kunstbezirk Dashanzi (chinesisch 大山子艺术区, Pinyin Dàshānzi Yìshùqū) ist der informelle Name eines Teils der Einwohnergemeinschaft Dashanzi (大山子社区) im Straßenviertel Jiuxianqiao (酒仙桥街道) des Pekinger Stadtbezirks Chaoyang, in dem sich seit 1995 eine florierende Künstlergemeinschaft inmitten der Gebäude eines alten Fabrikgeländes im Bauhaus-Stil niedergelassen hat. Das ehemals militärisch genutzte Gebiet ist so zu einem bunten Szeneviertel mit vielen Künstlerateliers und Galerien geworden, dessen Tendenz zur Kommerzialisierung inzwischen von einigen Seiten als problematisch betrachtet wird.
Häufig wird das Viertel auch Bezirk 798 oder Fabrik 798 bezeichnet, wobei dies nur eines der Gebäude des ehemaligen Fabrikenverbundes 718 ist. Der Komplex befindet sich zwischen den Verbindungsgassen 2 und 4 der Jiǔxiānqiáo Lù (酒仙桥路), südlich der Hochstraße Dàshānziqiáo (大山子桥).

## Die Errichtung
Der Fabrikkomplex Dashanzi entstand ursprünglich als eine Erweiterung des „Sozialistischen Vereinheitlichungsplans“ der militärisch-industriellen Zusammenarbeit zwischen der Sowjetunion und der neu gegründeten Volksrepublik China. Im Jahr 1951 waren, als Teil des ersten Fünfjahresplanes der Volksregierung, bereits 156 Projekte des Fabrikenverbundes aufgrund dieser Vereinbarung realisiert. Der Bedarf der Volksbefreiungsarmee an moderner elektronischer Ausrüstung, die nur in zwei der Fabriken produziert wurde, konnte damit aber noch nicht gedeckt werden. Die Russen waren zu dieser Zeit nicht gewillt, ein weiteres Projekt durchzuführen und schlugen den Chinesen vor, sich an die DDR zu wenden, von wo die Sowjetunion einen großen Teil ihrer elektronischen Ausrüstung importierte. So machte sich im Auftrag des damaligen Premierministers Zhou Enlai 1951 eine Delegation von chinesischen Wissenschaftlern und Ingenieuren auf den Weg nach Ostdeutschland und besuchte mehrere Fabriken. Im Frühjahr 1952 gab es dann grünes Licht für die Kooperation und ein Vorbereitungsteam wurde nach Ost-Berlin gesandt, um Konstruktionspläne auszuarbeiten. Dieses gemeinsame Projekt – das größte zwischen China und der DDR – war damals inoffiziell als Projekt Nr. 157 bekannt.
Die Architektur wurde den Deutschen überlassen, die einem funktionalen Entwurf mit Einflüssen des Bauhauses gegenüber dem verschnörkelteren Sowjetstil den Vorzug gaben und damit die erste von zahlreichen Auseinandersetzungen zwischen deutschen und russischen Beratern des Projektes auslösten. Die Pläne (form follows function) verlangten große Innenräume, um eine maximale Ausnutzung natürlichen Lichtes am Arbeitsplatz zu ermöglichen. Gebogene Deckenabschnitte, die auf einer Seite schräg abfallen, gaben den Dächern ihre charakteristische Sägezahnoptik. Trotz der nördlichen Lage Pekings sind alle Fenster nach Norden ausgerichtet, da das aus dieser Richtung einfallende Licht weniger Schatten wirft.
Als Ort wurde ein 640.000 m² großes Gebiet in Dashanzi ausgewählt, damals noch ein Stück tiefgelegenes Farmland nordöstlich von Peking. 500.000 m² sollte der Komplex einnehmen, davon allein 370.000 m² für die Quartiere der Arbeiter. Offiziell erhielt es den Namen Fabrikenverbund 718, der Methode der chinesischen Regierung folgend, Namen militärischer Einrichtungen mit der Zahl 7 zu beginnen. Das für diese Zeit enorme Anfangsbudget von 9 Millionen Rubel (heute etwa 140 Mio. Yuan Renminbi oder 14 Mio. Euro) wurde vollständig von der chinesischen Seite aufgebracht.
Im April 1954 fiel der erste Spatenstich. Die Bauphase war gekennzeichnet von Uneinigkeiten zwischen chinesischen, sowjetischen und deutschen Experten, was eines Tages sogar zu einem sechsmonatigen Verzögerung des Projektes führte. Die schärfste Kritik erfuhren die Deutschen von Seiten des russischen Technologieberaters, der für die zwei von den Sowjets gebauten Pekinger Elektronikfabriken (714 und 738) verantwortlich war, der auch einen Posten als leitender Berater der Abteilung für Fernmeldeindustrie des zweiten Ministeriums für Maschinenbauindustrie einnahm. Die Auseinandersetzungen drehten sich meist um die hohen aber sehr teuren Qualitätsstandards der Deutschen, die von den Russen als „überkonstruiert“ bezeichnet wurden. Unter den Streitpunkten war auch das auf historischen seismischen Daten begründete Beharren der Deutschen, die Gebäude gegen Erdbeben der Stärke 8 auf der Richterskala zu sichern, während Russen und Chinesen sich mit Stärke 7 zufriedengaben. Der für die Nachrichtenindustrie zuständige Leiter im chinesischen Verteidigungsministerium Wang Zheng stand jedoch von Anfang an auf Seite der Deutschen und unterstützte ihre Vorgehensweise.
Zur Spitzenzeit arbeiteten mehr als 100 ostdeutsche Experten an dem Bauprojekt. Mehr als 22 ihrer Fabriken steuerten die Ressourcen dafür bei. Zur selben Zeit verursachte der enorme Sog der sowjetischen Rote Armee auf die ostdeutsche industrielle Produktion Versorgungsengpässe. Über die Transsibirische Eisenbahn wurde die Ausrüstung direkt zum Pekinger Hauptbahnhof gebracht, von wo sie über eine eigens gebaute 15 km lange Bahnstrecke zum Ostbahnhof in der Nähe der Baustelle befördert wurde. Der in den Vereinigten Staaten ausgebildete Wissenschaftler Dr. Luo Peilin (罗沛霖), ehemaliger Vorsitzender der Vorbereitungsgruppe von 1951 bis 1953 und späterer Chefingenieur während der Bauphase, wird von seinen ehemaligen Kollegen als hingebungsvoller Perfektionist beschrieben, dessen Einsatz einen wesentlichen Anteil an dem Erfolg dieses von Hindernissen durchsetzten Projektes hatte.

### Architektur
Die Architektur des Bezirks ist stark vom Bauhaus-Stil geprägt. Sie zeichnet sich durch funktionale Designs, große Fensterflächen und offene Räume aus. Die nach Norden ausgerichteten Sägezahndächer und Fenster sorgen für gleichmäßiges, schattenfreies Licht, das sich ideal für künstlerische Arbeiten eignet.

### Kulturelle Bedeutung
Der 798 Art District hat sich zu einem wichtigen Zentrum für zeitgenössische Kunst in China entwickelt. Er beherbergt zahlreiche Galerien, Ateliers, Cafés und kulturelle Einrichtungen. Zu den bekanntesten Institutionen gehört das Ullens Center for Contemporary Art (UCCA), das seit 2007 eine zentrale Rolle im Viertel spielt und regelmäßig Ausstellungen, Vorträge und Workshops veranstaltet. Der Bezirk ist auch ein beliebter Veranstaltungsort für kulturelle Events wie das „Beijing Queer Film Festival“ und die „Beijing Design Week“.

### Gentrifizierung und Kritik
Mit der zunehmenden Popularität des Viertels stiegen jedoch auch die Mieten, was zur Verdrängung einiger Künstler führte. Kritiker bemängeln, dass der Fokus zunehmend auf Kommerz und Tourismus liege und die ursprüngliche künstlerische Atmosphäre dadurch verloren gehe.

## Ausstellungen (Auswahl)
- 2005: Beijing Calligraphy Exhibition, im Must be Art Centre, beteiligt unter anderen Liu Bolin.
- 2006: Grey and Red
- 2006 Demolish China, Fabrik 751
- 2006: Red Star, Red Star, Red star
- 2006: Beijing View Exhibition, Ner Art Project
- 2007: Off Centre Generation - Post-1970s Group Exhibition, Fabrik 751
- 2007: Review exhibition of Chinese Performance Art Photos, Ying Gallery